# Aldemar Correa
Aldemar Correa (ur. 22 lipca 1983 w Ituango, północnej Antioquii, w Kolumbii) – kolumbijski aktor telewizyjny i filmowy.

## Wybrana filmografia

### Filmy fabularne
- 2007: Paraiso Travel jako Marlon
- 2012: Lo Azul Del Cielo jako Camilo

### Seriale TV
- 2004: Dora, la celadora
- 2008: Tiempo final jako Pacha
- 2008: Deseo Prohibido jako Sebastián Valle Ocampo
- 2009: Bananowa młodzież (Niños Ricos, Pobres Padres) jako David Robledo
- 2011: La Teacher de Inglés jako Alfredo Peinado
- 2012: Pablo Escobar: El Patrón del Mal jako Julio Motoa
- 2013: El día de la suerte jako Edwin
- 2014: Palabra de Ladrón jako Santiago Duarte
- 2015: ¿Quién mató a Patricia Soler? jako Carlos
- 2015: Narcos jako Ivan Torres
- 2016: Sin Senos Sí Hay Paraíso jako dr Ernesto Rico